# Bierry-les-Belles-Fontaines
Pour les articles homonymes, voir Bierry et Belles-Fontaines.
Bierry-les-Belles-Fontaines est une commune française située dans le département de l'Yonne, en région Bourgogne-Franche-Comté.

## Géographie
La commune, limitrophe de la Côte d'Or, est située à l'extrême nord-est du canton de Guillon, à une quinzaine de kilomètres de la ville de Montbard. En plus du bourg, elle possède deux hameaux : les Souillats, et Chevigny-le-Désert.

### Climat
Pour des articles plus généraux, voir Climat de la Bourgogne-Franche-Comté et Climat de l'Yonne.
En 2010, le climat de la commune est de type climat des marges montargnardes, selon une étude du Centre national de la recherche scientifique s'appuyant sur une série de données couvrant la période 1971-2000. En 2020, Météo-France publie une typologie des climats de la France métropolitaine dans laquelle la commune est exposée à un climat océanique altéré et est dans la région climatique  Lorraine, plateau de Langres, Morvan, caractérisée par un hiver rude (1,5 °C), des vents modérés et des brouillards fréquents en automne et hiver. 
Pour la période 1971-2000, la température annuelle moyenne est de 10,3 °C, avec une amplitude thermique annuelle de 15,7 °C. Le cumul annuel moyen de précipitations est de 875 mm, avec 12,8 jours de précipitations en janvier et 8,2 jours en juillet. Pour la période 1991-2020, la température moyenne annuelle observée sur la station météorologique de Météo-France la plus proche, « Montbard_sapc », sur la commune de Montbard à 12 km à vol d'oiseau, est de 11,4 °C et le cumul annuel moyen de précipitations est de 853,5 mm. 
La température maximale relevée sur cette station est de 40,7 °C, atteinte le 25 juillet 2019 ; la température minimale est de −16,7 °C, atteinte le 20 décembre 2009,,. 
Les paramètres climatiques de la commune ont été estimés pour le milieu du siècle (2041-2070) selon différents scénarios d'émission de gaz à effet de serre à partir des nouvelles projections climatiques de référence DRIAS-2020. Ils sont consultables sur un site dédié publié par Météo-France en novembre 2022.

## Urbanisme

### Typologie
Au 1er janvier 2024, Bierry-les-Belles-Fontaines est catégorisée commune rurale à habitat très dispersé, selon la nouvelle grille communale de densité à sept niveaux définie par l'Insee en 2022.
Elle est située hors unité urbaine. Par ailleurs la commune fait partie de l'aire d'attraction de Montbard, dont elle est une commune de la couronne,. Cette aire, qui regroupe 34 communes, est catégorisée dans les aires de moins de 50 000 habitants,.

### Occupation des sols
L'occupation des sols de la commune, telle qu'elle ressort de la base de données européenne d’occupation biophysique des sols Corine Land Cover (CLC), est marquée par l'importance des forêts et milieux semi-naturels (48,8 % en 2018), une proportion sensiblement équivalente à celle de 1990 (49,3 %). La répartition détaillée en 2018 est la suivante : 
forêts (48,8 %) comprenant la forêt domaniale de Saint-Jean, terres arables (35,5 %), prairies (11,6 %), zones agricoles hétérogènes (1,6 %), zones urbanisées (1,3 %), mines, décharges et chantiers (1,1 %). L'évolution de l’occupation des sols de la commune et de ses infrastructures peut être observée sur les différentes représentations cartographiques du territoire : la carte de Cassini (XVIIIe siècle), la carte d'état-major (1820-1866) et les cartes ou photos aériennes de l'IGN pour la période actuelle (1950 à aujourd'hui).

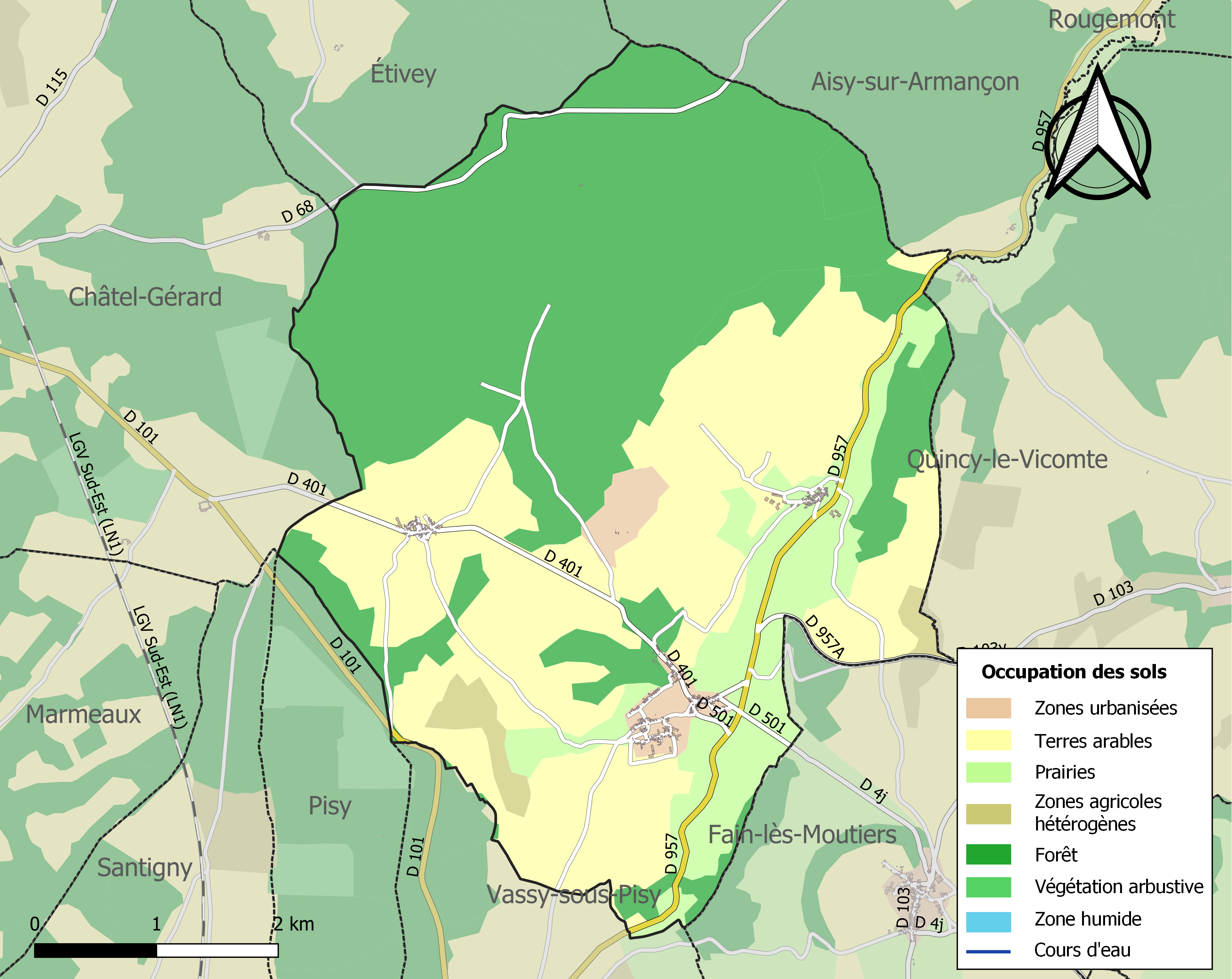
Carte des infrastructures et de l'occupation des sols de la commune en 2018 (CLC).

## Toponymie
Nom d'origine gauloise, la finale -y correspond, en général, dans cette région au suffixe latin -acum.

## Histoire
« La terre et baronnie d'Anstrude est la même que celle de Bierry. Car le lieu de Bierry a pris le nom d'Anstrude de par les lettres du mois d'août 1737, registrées à Dijon le 1er juillet 1738, qui érigent cette terre en baronnie en faveur de François-César d'Anstrude, issu d'une famille noble d'Écosse, et dont le quatrième ayeul, David d'Anstrude, était, en 1337, archer de la Garde écossaise, sous Robert Stuart, maréchal de France. Le baron d'Anstrude a épousé, le 7 septembre 1730. Hélene-Thérese Quarré-d'Augny, fille de François, avocat général au Parlement de Dijon. »
En juillet 1790, la commune d'Anstrude est, dans un premier temps, renommée Bierry-les-Fontaines.
Au cours de la période révolutionnaire de la Convention nationale (1792-1795), la commune est nommée Bierry-les-Belles-Fontaines ; elle conserve ce nom jusqu'au mois de nivôse de l'an X (décembre 1801-janvier 1802) et reprend le nom d'Anstrude jusqu'en octobre 1848 ; le nom de Bierry-les-Belles-Fontaines est réutilisé jusqu'en mai 1851 ; le nom d’Anstrude est utilisé jusqu'en 1882 où le nom actuel est définitivement choisi.

## Politique et administration

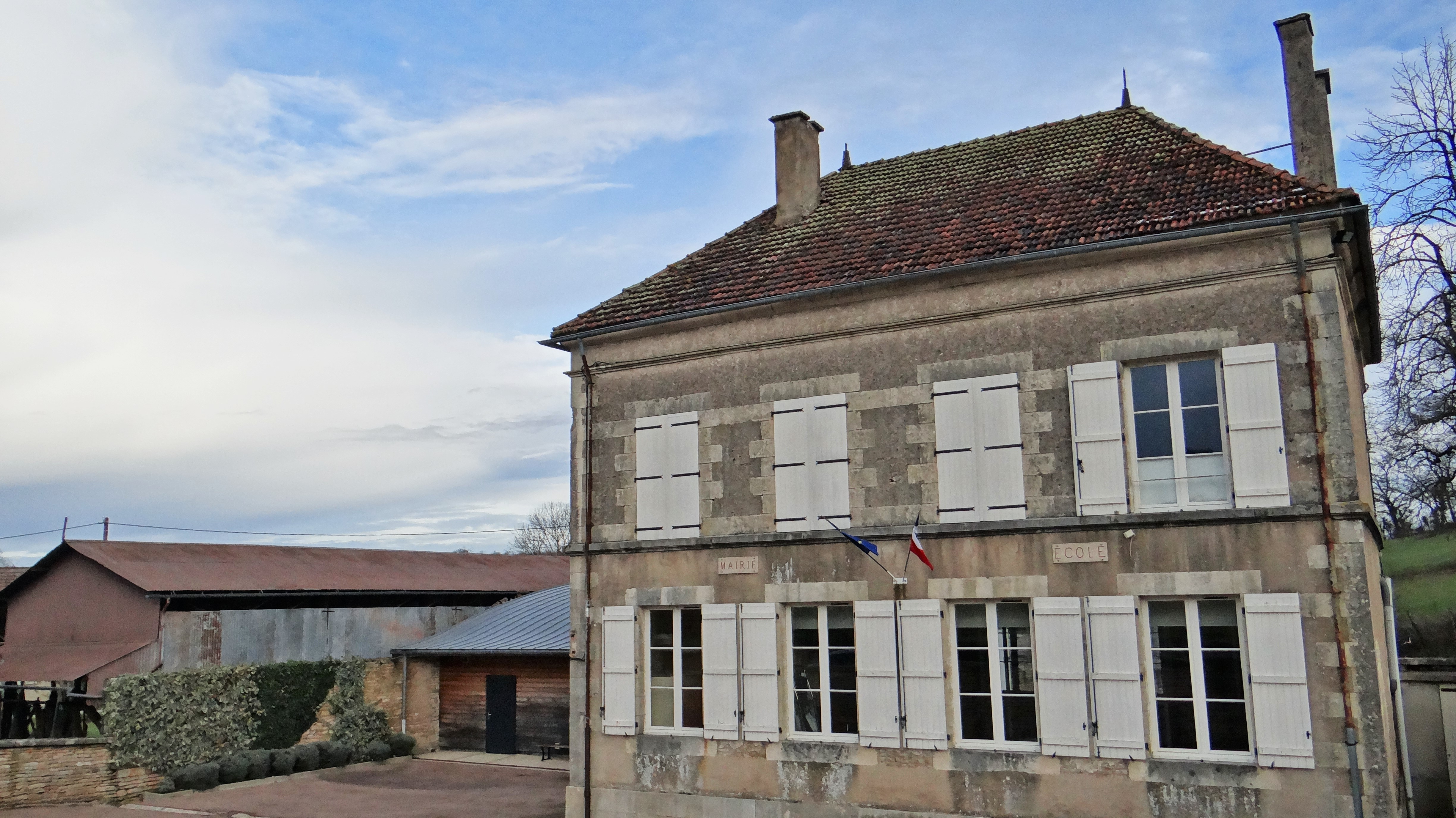
Mairie

| Période   | Période  | Identité    | Étiquette | Qualité |
| --------- | -------- | ----------- | --------- | ------- |
|           |          |             |           |         |
| mars 2008 | En cours | Jenny Heral |           |         |

## Démographie
L'évolution du nombre d'habitants est connue à travers les recensements de la population effectués dans la commune depuis 1793. Pour les communes de moins de 10 000 habitants, une enquête de recensement portant sur toute la population est réalisée tous les cinq ans, les populations de référence des années intermédiaires étant quant à elles estimées par interpolation ou extrapolation. Pour la commune, le premier recensement exhaustif entrant dans le cadre du nouveau dispositif a été réalisé en 2004.

En 2022, la commune comptait 154 habitants, en évolution de −23,76 % par rapport à 2016 (Yonne : −1,95 %, France hors Mayotte : +2,11 %).
| 1793 | 1800 | 1806 | 1821 | 1831 | 1861 | 1876 | 1881 | 1886 |
| ---- | ---- | ---- | ---- | ---- | ---- | ---- | ---- | ---- |
| 779  | 857  | 850  | 832  | 809  | 736  | 631  | 661  | 673  |

| 1891 | 1896 | 1901 | 1906 | 1911 | 1921 | 1926 | 1931 | 1936 |
| ---- | ---- | ---- | ---- | ---- | ---- | ---- | ---- | ---- |
| 640  | 574  | 579  | 510  | 486  | 380  | 428  | 426  | 418  |

| 1946 | 1954 | 1962 | 1968 | 1975 | 1982 | 1990 | 1999 | 2004 |
| ---- | ---- | ---- | ---- | ---- | ---- | ---- | ---- | ---- |
| 386  | 342  | 320  | 291  | 255  | 211  | 197  | 229  | 220  |

| 2006 | 2009 | 2014 | 2019 | 2022 | - | - | - | - |
| ---- | ---- | ---- | ---- | ---- | - | - | - | - |
| 227  | 205  | 202  | 166  | 154  | - | - | - | - |

## Économie
Une carrière de pierre à ciel ouvert est exploitée sur la commune par Rocamat avec une superficie autorisée de 11 ha.

## Culture locale et patrimoine

### Lieux et monuments
Inscrit à l'inventaire des monuments historiques par arrêté du 12 juin 1946.
- Puits et croix en pierre (répertorié dans la base Mérimée)
- Lavoir.

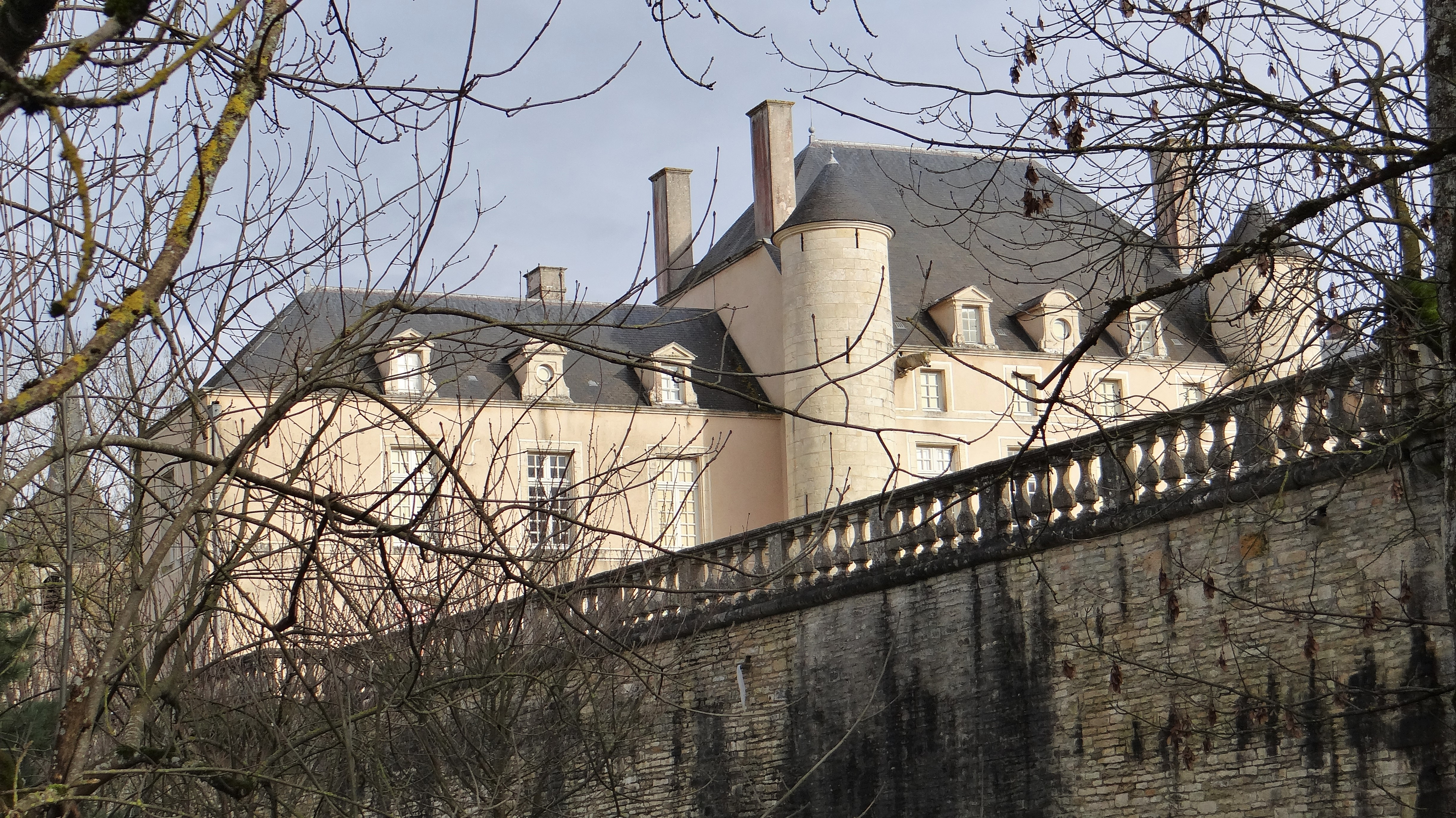
Château d'Anstrude.
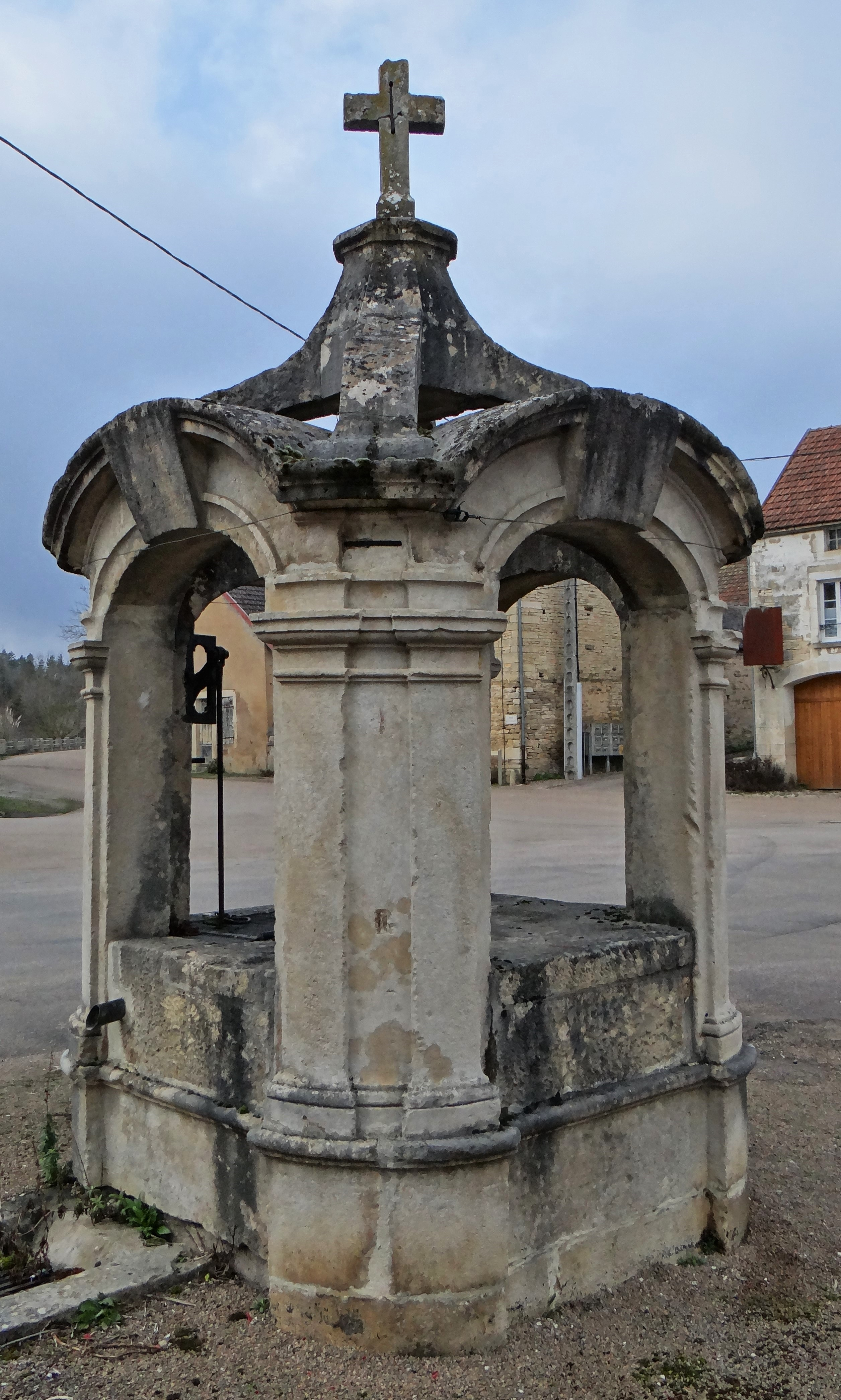
Puits et croix en pierre.
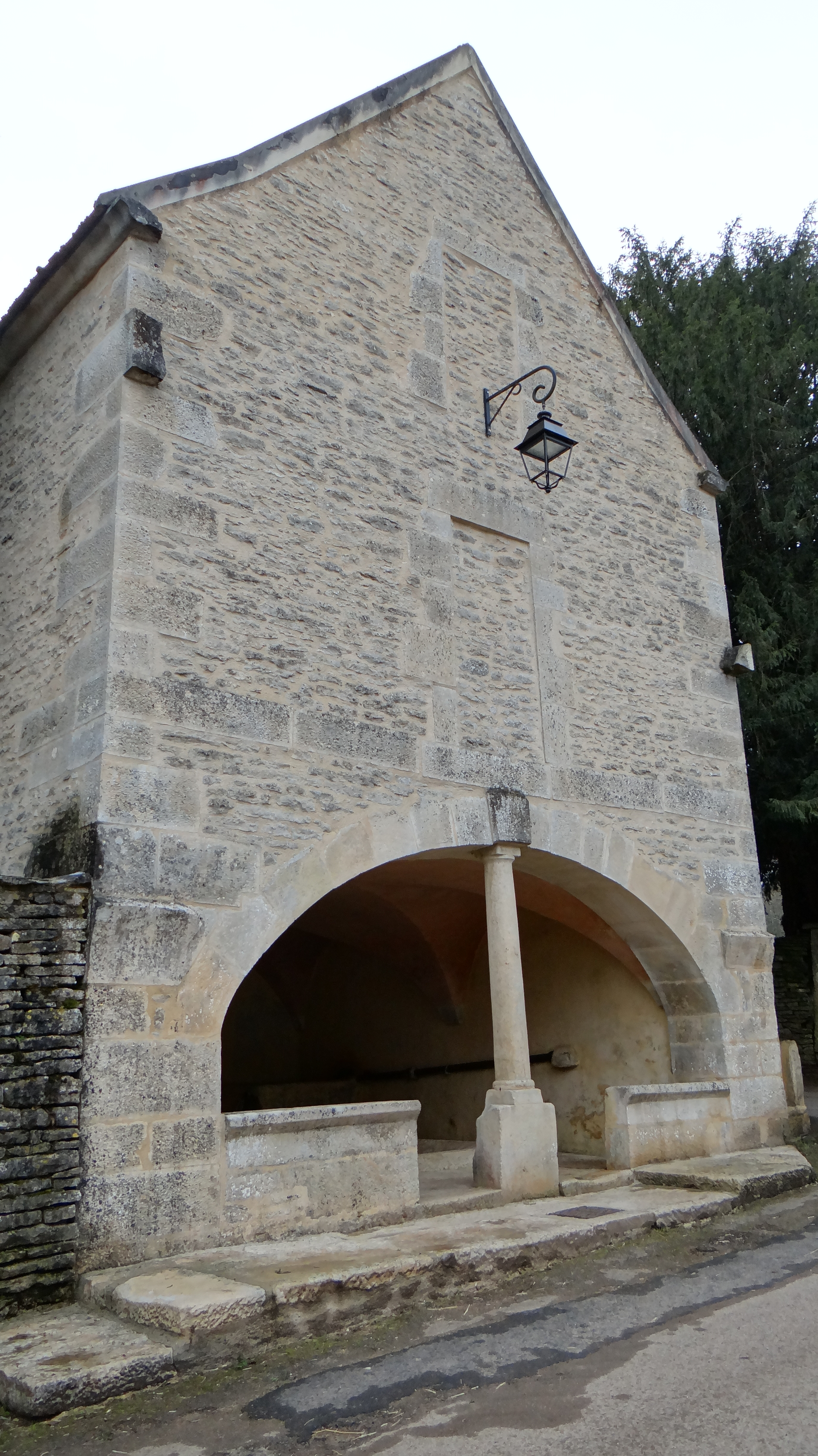
Lavoir.
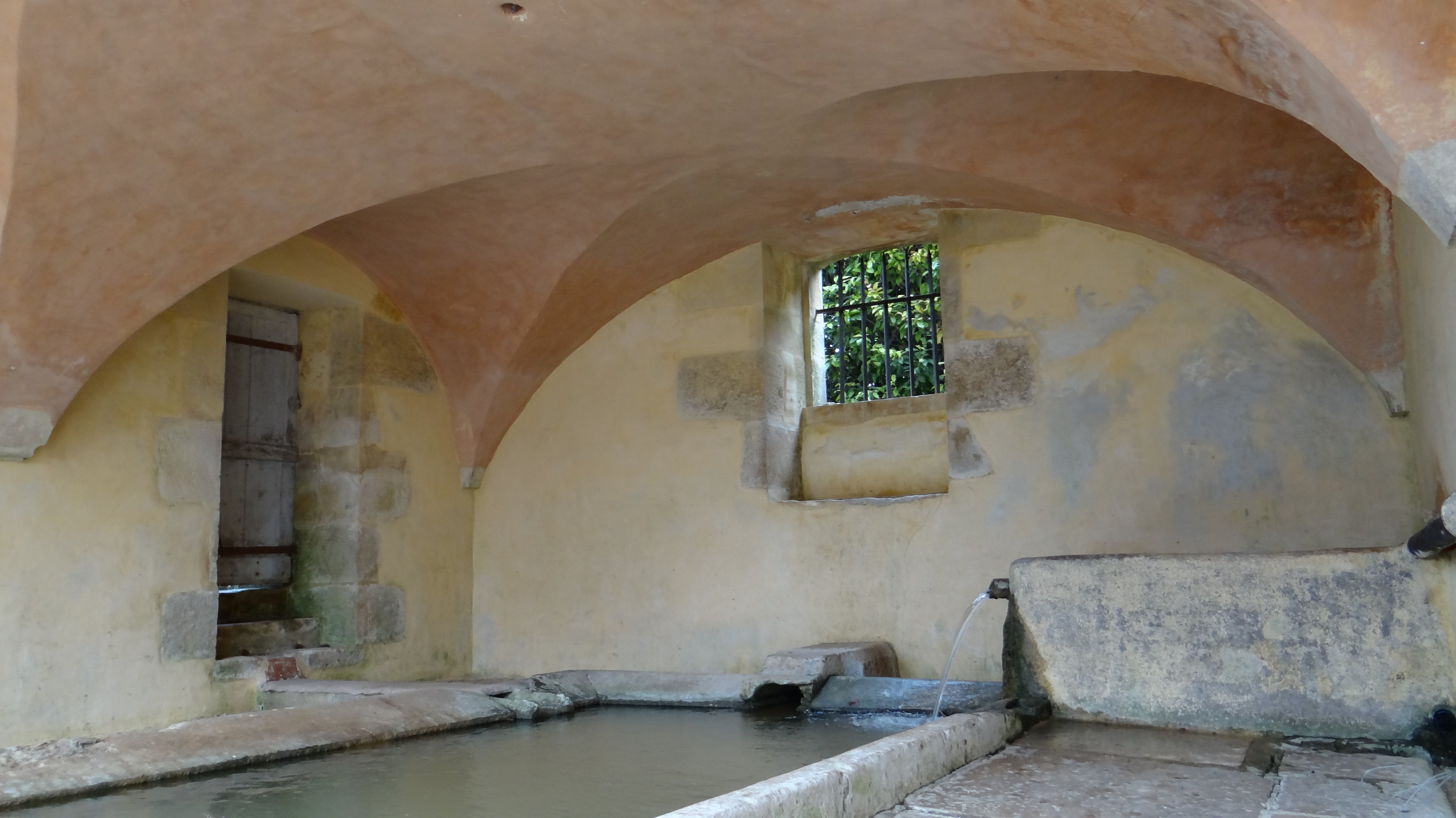
Intérieur du lavoir.

## Pour approfondir